# شنل‌پوشیان
میمون کپوچین (نام علمی: Cebinae) نام یک زیرخانواده از تیره میمون‌های شنل‌پوش است.